# Elias Saad
Elias Saad (in arabo الياس سعد‎?; Amburgo, 27 dicembre 1999) è un calciatore tunisino, attaccante dell'Augusta e della nazionale tunisina.

## Carriera

### Club
Saad ha iniziato la sua carriera calcistica nelle serie inferiori del calcio tedesco con le maglie di Barmbek-Uhlenhorst e Eintracht Norderstedt. Nel gennaio del 2023 è stato acquistato dal St. Pauli  ed il 16 aprile ha esordito in prima squadra nell'incontro di 2. Bundesliga perso 2-1 contro l'Eintracht Braunschweig.  Cinque giorni dopo ha segnato il suo primo gol contro l'Amburgo.
Il 26 giugno 2025 viene annunciato il suo passaggio all'Augusta con il quale firma un contratto valido fino al 2029.

### Nazionale
Il 26 marzo 2024 ha debuttato con la nazionale tunisina nell'amichevole vinta ai rigori contro la Nuova Zelanda.

## Statistiche

### Presenze e reti nei club
Statistiche aggiornate al 5 giugno 2024.
| Stagione         | Squadra               | Campionato       | Campionato | Campionato | Coppe nazionali | Coppe nazionali | Coppe nazionali | Coppe continentali | Coppe continentali | Coppe continentali | Altre coppe | Altre coppe | Altre coppe | Totale | Totale | Totale |
| Stagione         | Squadra               | Comp             | Pres       | Reti       | Comp            | Pres            | Reti            | Comp               | Pres               | Reti               | Comp        | Pres        | Reti        | Pres   | Reti   |        |
| ---------------- | --------------------- | ---------------- | ---------- | ---------- | --------------- | --------------- | --------------- | ------------------ | ------------------ | ------------------ | ----------- | ----------- | ----------- | ------ | ------ | ------ |
| 2019-2020        | Barmbek-Uhlenhorst    | 5D               | 24         | 9          |                 | -               | -               |                    | -                  | -                  |             | -           | -           | 24     | 9      |        |
| 2020-2021        | Barmbek-Uhlenhorst    | 5D               | 6          | 3          |                 | -               | -               |                    | -                  | -                  |             | -           | -           | 6      | 3      |        |
| 2021-2022        | Eintracht Norderstedt | RL               | 21         | 8          | CG              | 1               | 0               |                    | -                  | -                  |             | -           | -           | 22     | 8      |        |
| 2022-gen. 2023   | Eintracht Norderstedt | RL               | 17         | 10         | CG              | 0               | 0               |                    | -                  | -                  |             | -           | -           | 17     | 10     |        |
| gen.-giu. 2023   | St. Pauli II          | RL               | 4          | 3          |                 | -               | -               |                    | -                  | -                  |             | -           | -           | 4      | 3      |        |
| gen.giu. 2023    | St. Pauli             | 2L               | 7          | 2          | CG              | 0               | 0               |                    | -                  | -                  |             | -           | -           | 7      | 2      |        |
| 2023-2024        | St. Pauli             | 2L               | 30         | 7          | CG              | 4               | 2               |                    | -                  | -                  |             | -           | -           | 34     | 9      |        |
| 2024-2025        | St. Pauli             | BL               | 6          | 2          | CG              | 1               | 0               |                    | -                  | -                  |             | -           | -           | 7      | 2      |        |
| Totale St. Pauli | Totale St. Pauli      | Totale St. Pauli | 43         | 11         |                 | 5               | 2               |                    | -                  | -                  |             | -           | -           | 48     | 13     |        |
| Totale carriera  | Totale carriera       | Totale carriera  | 85         | 32         |                 | 6               | 2               |                    | -                  | -                  |             | -           | -           | 91     | 34     |        |

### Cronologia presenze e reti in nazionale
| Cronologia completa delle presenze e delle reti in nazionale ― Tunisia | Cronologia completa delle presenze e delle reti in nazionale ― Tunisia | Cronologia completa delle presenze e delle reti in nazionale ― Tunisia | Cronologia completa delle presenze e delle reti in nazionale ― Tunisia | Cronologia completa delle presenze e delle reti in nazionale ― Tunisia | Cronologia completa delle presenze e delle reti in nazionale ― Tunisia | Cronologia completa delle presenze e delle reti in nazionale ― Tunisia | Cronologia completa delle presenze e delle reti in nazionale ― Tunisia |
| Data                                                                   | Città                                                                  | In casa                                                                | Risultato                                                              | Ospiti                                                                 | Competizione                                                           | Reti                                                                   | Note                                                                   |
| ---------------------------------------------------------------------- | ---------------------------------------------------------------------- | ---------------------------------------------------------------------- | ---------------------------------------------------------------------- | ---------------------------------------------------------------------- | ---------------------------------------------------------------------- | ---------------------------------------------------------------------- | ---------------------------------------------------------------------- |
| 26-3-2024                                                              | Il Cairo                                                               | Nuova Zelanda                                                          | 0 – 0 dts (2 – 4 dtr)                                                  | Tunisia                                                                | Amichevole                                                             | -                                                                      | 46’                                                                    |
| 5-6-2024                                                               | Oujda                                                                  | Tunisia                                                                | 1 – 0                                                                  | Guinea Equatoriale                                                     | Qual. Mondiali 2026                                                    | -                                                                      | 46’                                                                    |
| 9-6-2024                                                               | Johannesburg                                                           | Namibia                                                                | 0 – 0                                                                  | Tunisia                                                                | Qual. Mondiali 2026                                                    | -                                                                      | 56’                                                                    |
| Totale                                                                 |                                                                        | Presenze                                                               | 3                                                                      |                                                                        | Reti                                                                   | 0                                                                      |                                                                        |

## Palmarès

### Club

#### Competizioni nazionali
- Campionato tedesco di seconda divisione: 1

St. Pauli: 2023-2024